# Parametrické programování
Parametrické programování je odvětví optimalizace, první úloha parametrického programování pochází z roku 1955.[zdroj?]
Parametrické programování řeší optimalizační úlohy, ve kterých jsou místo nějaké vstupní hodnoty (resp. hodnot) dány parametry. V praxi totiž vstupní data nebývají známa přesně a zavedení parametrů může vysvětlit chování dané úlohy pro výkyvy ve vstupních datech.
Cíle parametrické úlohy:
- nalézt tzv. obor řešitelnosti (množinu parametrů, pro které má daná úloha optimální řešení)
- nalézt tzv. obor stability (množinu parametrů, pro které optimální řešení zůstává stejné resp. zachovává si stejnou charakteristiku)
- nalézt tzv. funkci řešitelnosti (optimální hodnoty cílové funkce pro hodnoty z oboru řešitelnosti)

Dělení:
- jednoparametrické × víceparametrické
- lineární × kvadratické × konvexní × nekonvexní

Souvislosti:
- analýza citlivosti – zkoumá chování optimalizační úlohy (zachování optimálního řešení apod.) pro malé změny několika vstupních hodnot
- intervalová analýza – neuvažuje vstupní data jako čísla, ale jako reálné intervaly (pak je vůbec otázkou, jak definovat pojem optimální řešení)